# Ritratto di giovane (Velázquez)
Ritratto di un giovane (Autoritratto?) è un dipinto a olio su tela (56x39 cm) realizzato nel 1623 dal pittore Diego Velázquez.
È conservato nel Museo del Prado.
Alcuni studiosi ritengono che questo quadro non sia di Velázquez.